# فلیکس هیلی
فلیکس هیلی (انگلیسی: Felix Healy؛ زادهٔ ۲۷ سپتامبر ۱۹۵۵) بازیکن سابق و مربی فوتبال اهل ایرلند شمالی است.
از باشگاه‌هایی که در آن بازی کرده‌است می‌توان به باشگاه فوتبال پورت ویل، باشگاه فوتبال اسلایگو راورز، و باشگاه فوتبال دری سیتی اشاره کرد.
وی همچنین در تیم ملی فوتبال ایرلند شمالی بازی کرده‌است.